# Кнут I Эрикссон
Кнут I Эрикссон (швед. Knut Eriksson) — король Швеции в 1167—1196 гг. Сын Эрика Святого и Кристины Бьёрнсдоттер.

## Биография

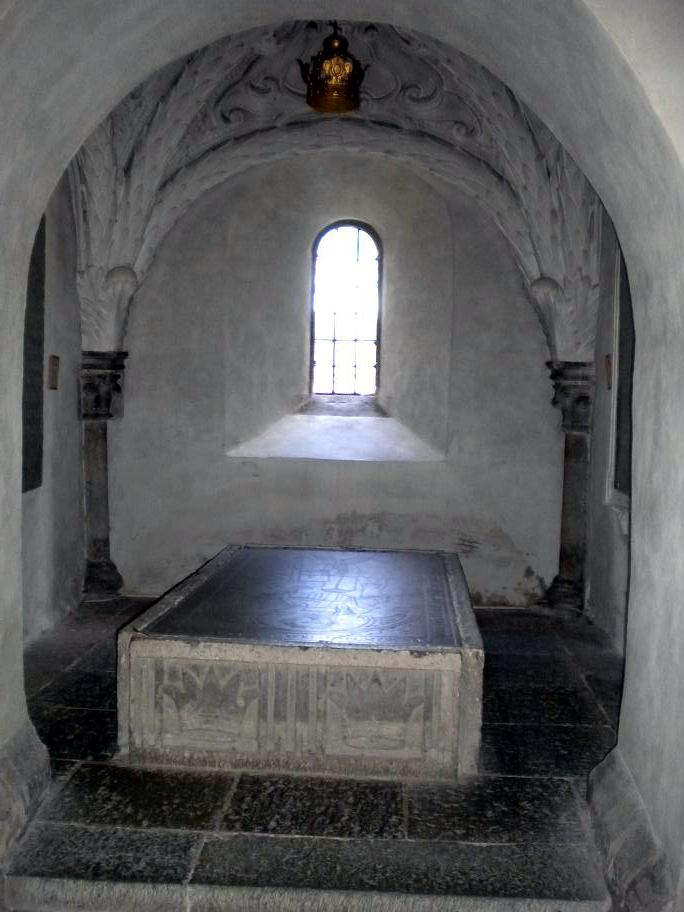
Гробница Кнута Эриксона

Кнут Эрикссон десять лет находился в изгнании и вернулся в Швецию после убийства (возможно, им и организованного) Карла Сверкерссона в 1167 году. В этом же году он становится королём Швеции и начинает борьбу с сыновьями (по некоторым источникам — с внуками) Сверкера I Колем и Бурислевом. Лишь в 1173 году после победы над ними Кнут становится полноправным королём всей Швеции.
Во время правления Кнута в 1180 ггоду для защиты от морских пиратов была построена крепость Кальмар, а в 1187 году для защиты от эстов — Стокгольм.
В 1196 году Кнут I Эриксон скончался от неизвестной болезни его останки были захоронены в Вархнемском монастыре.

## В кино
- Арн: Рыцарь-тамплиер / Arn: Tempelriddaren (2007; Швеция, Великобритания, Дания, Норвегия, Финляндия, Германия, Марокко) режиссёр Петер Флинт, в роли Кнута Густаф Скарсгард.
- Арн: Объединенное королевство / Arn: Riket vid vägens slut (2008; Дания, Швеция, Финляндия, Великобритания, Норвегия, Германия) режиссёр Петер Флинт, в роли Кнута Густаф Скарсгард.